# 쉐인 카루스

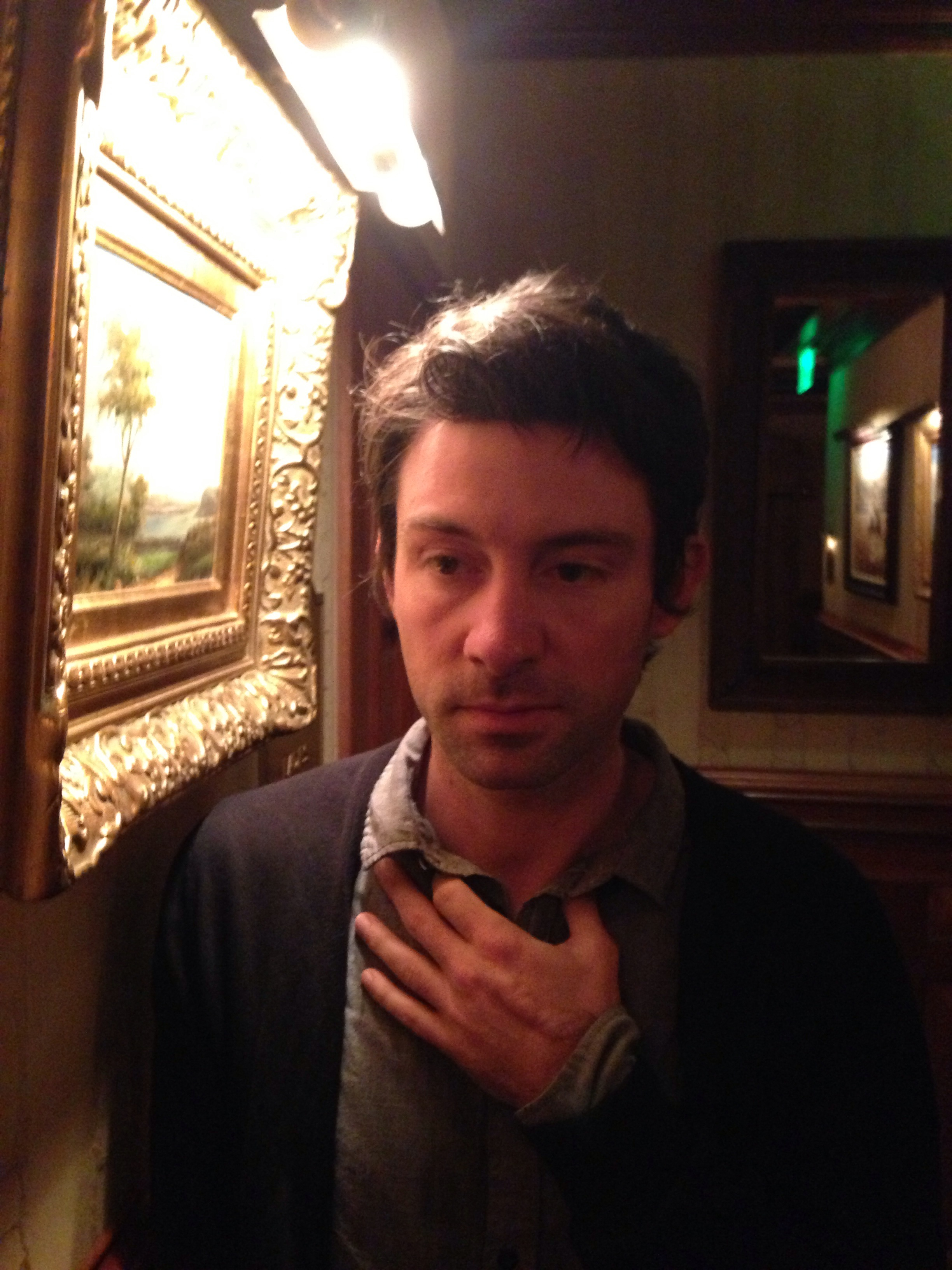

셰인 커루스(Shane Carruth, 1972년 1월 1일 ~ )는 미국의 각본가, 영화 제작자, 영화 감독, 배우, 작곡가, 영상 편집자이다.
머틀 비치에서 태어났다.

## 영화
- 더 데드 센터 (2018년)
- 업스트림 컬러 (2013년) - 제프 역
- 프리머 (2004년)